# HD 90772
HD 90772 (P Carinae) è una stella supergigante blu di magnitudine 4,66 situata nella costellazione della Carena. Dista 8000 anni luce circa dal sistema solare.

## Osservazione
Si tratta di una stella situata nell'emisfero celeste australe. La sua posizione è fortemente australe e ciò comporta che la stella sia osservabile prevalentemente dall'emisfero sud, dove si presenta circumpolare anche da gran parte delle regioni temperate; dall'emisfero nord la sua visibilità è invece limitata alle regioni temperate inferiori e alla fascia tropicale. La sua magnitudine pari a 4,7 fa sì che possa essere scorta solo con un cielo sufficientemente libero dagli effetti dell'inquinamento luminoso.
Il periodo migliore per la sua osservazione nel cielo serale ricade nei mesi compresi fra febbraio e giugno; nell'emisfero sud è visibile anche per buona parte dell'inverno, grazie alla declinazione australe della stella, mentre nell'emisfero nord può essere osservata limitatamente durante i mesi primaverili boreali.

## Caratteristiche fisiche
La stella è una supergigante blu, classificata come variabile Alfa Cygni, la sua luminosità infatti varia da magnitudine +4,64 a + 4,71 in un periodo di 47 giorni. Ha una magnitudine assoluta di -7,33 ed il suo raggio è 220 volte superiore a quello del Sole. La sua velocità radiale positiva indica che la stella si sta allontanando dal sistema solare.